# L'Embarquement de sainte Paule à Ostie
L'Embarquement de sainte Paule à Ostie est un tableau réalisé vers 1650 par le peintre lorrain Claude Gellée. De format horizontal, cette huile sur toile est une marine se doublant d'une peinture chrétienne. Elle représente le port d'Ostie au coucher du soleil, avec au premier plan Paule de Rome en partance pour la Terre sainte, sous l'Empire romain. Commandée par le cardinal italien Domenico Cecchini, l'œuvre fait partie des collections du musée du Louvre, à Paris, en France. Elle se trouve depuis 1956 en dépôt au musée départemental d'art ancien et contemporain, à Épinal, dans les Vosges.

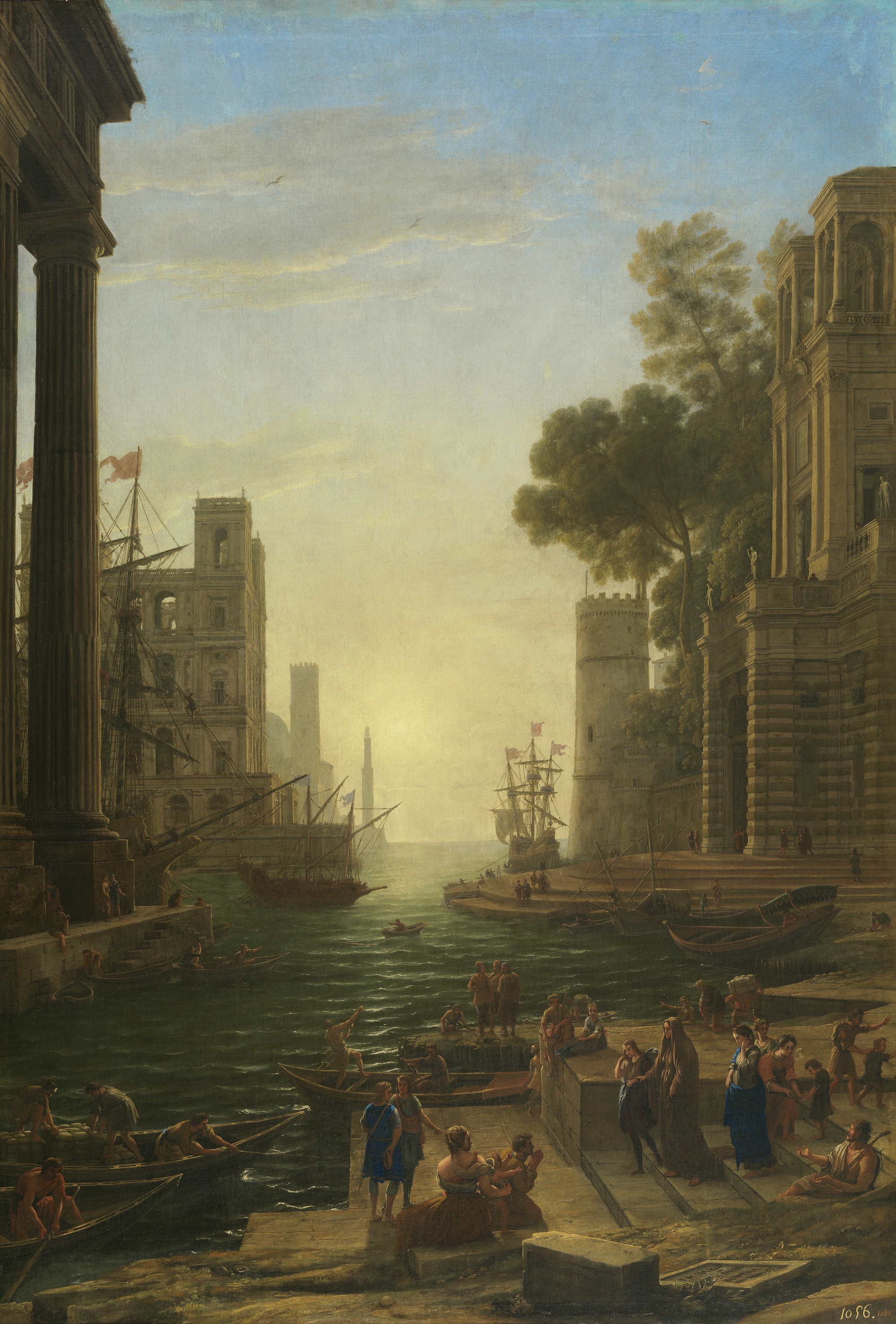
Le Port d'Ostie avec l'embarquement de sainte Paule, 1639-1640 – Musée du Prado, Madrid.
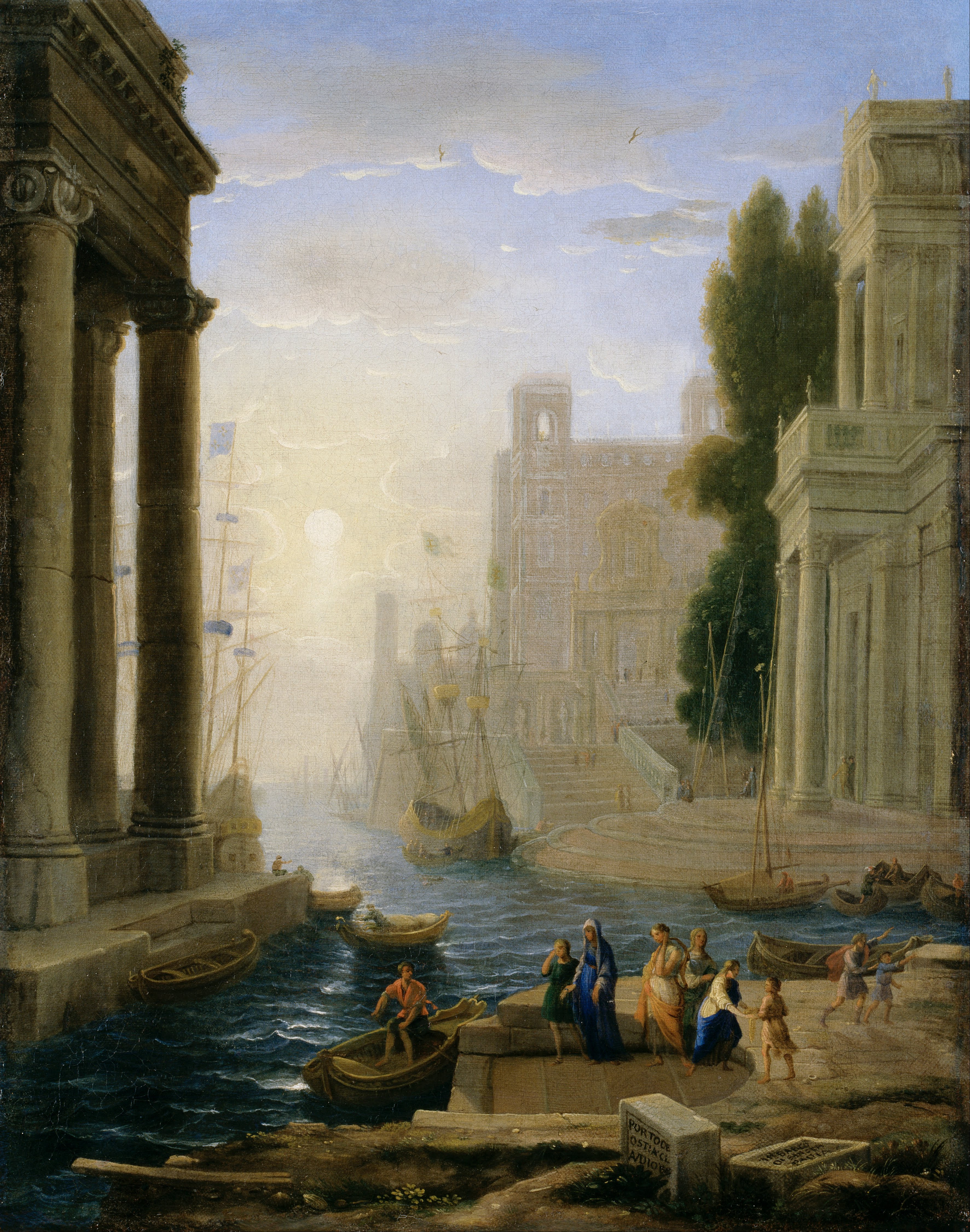
L'Embarquement de sainte Paule, après 1642 – Dulwich Picture Gallery, Dulwich.